# Завод азотної хімії в Кемерово
Завод азотної хімії в Кемерово — підприємство хімічної промисловості, що діє у Кемеровській області Росії.
В 1956 році почав роботу Ново-Кемеровський хімічний комбінат, першою продукцією якого став диметиламін, який далі відправляли на сусідній Кемеровський азотно-туковий завод для переробки на ракетне паливо — гептил.
В 1960 та 1966 роках запустили дві черги виробництва аміаку та метанолу через газифікацію коксу (можливо відзначити, що в тому ж Кемерово на основі вугілля Кузбасу працює потужний коксохімічний завод), при цьому розвивався напрямок азотних добрив – аміачної селітри (цех став до ладу ще в 1959) та карбаміду (1963).
В 1962-му комбінат почав виробляти капролактам, а в 1967-му запустили цех сульфатної кислоти (важливий компонент для завершального етапу синтезу капролактаму). Побічним продуктом виробництва капролактаму є ще одне азотне добриво – сульфат амонію.
Враховуючи розвиток газовидобутку в західному Сибіру та проект газопроводу Нижньовартовськ – Кузбас, запланували докорінну модернізацію Ново-Кемеровського хімічного комбінату із переведенням виробництва аміаку та метанолу на природний газ та створенням потужного майданчику з виробництва азотних добрив. В 1975-му комбінат отримав найменування Виробниче об’єднання «Азот», а в 1979-му ввели в дію новий агрегат з виробництва аміаку. До кінця 1980-х запустили ще дві установки аміаку потужністю по 450 тисяч тон на рік, також були споруджені нові виробництва азотної кислоти (два агрегати річною потужністю по 375 тисяч тон), аміачної селітри (два агрегати по 450 тисяч тон), карбаміду (одна лінія потужністю 450 тисяч тон).
Станом на кінець 2010-х років кемеровський майданчик мав річну потужність на рівні 1140 тон аміаку, 890 тисяч тон азотної кислоти, 957 тисяч тон аміачної селітри, 560 тисяч тон карбаміду та 106 тисяч тон карбамід-аміачної суміші (суміш карбаміду та аміачної селітри). Продовжується діяльність і за напрямком капролактаму – завод може випускати 240 тисяч тон сульфатної кислоти, 125 тисяч тон капролактаму та 321 тисячу тон сульфату амонію (останній показник – фактичне виробництво в 2014 році).